# Castions di Strada
Castions di Strada – miejscowość i gmina we Włoszech, w regionie Friuli-Wenecja Julijska, w prowincji Udine.
Według danych na rok 2004 gminę zamieszkiwało 3725 osób, 116,4 os./km².